# Camarhynchus
Genre
Le genre Camarhynchus regroupe des espèces d'oiseaux, connus sous le nom de géospizes, appartenant à la famille des Thraupidae.

## Liste des espèces
- Camarhynchus psittacula Gould, 1837 — Géospize psittacin
- Camarhynchus pauper Ridgway, 1890 — Géospize modeste
- Camarhynchus parvulus (Gould, 1837) – Géospize minuscule
- Camarhynchus pallidus (Sclater et Salvin, 1870) — Géospize pique-bois
- Camarhynchus heliobates (Snodgrass et Heller, 1901) — Géospize des mangroves

Selon certains auteurs, Géospize crassirostre est placé dans le genre Platyspiza sous le nom:
- Platyspiza crassirostris (Gould, 1837) - Géospize crassirostre